# Peter Benson (színművész)
Peter Herbert Benson (Waalasey, 1943. június 13. – 2018. szeptember 6.) angol színész.

## Fontosabb filmjei
- Putney Swope (1969)
- Cry of the Banshee (1970)
- Gyilkos kiáltás (The Shout) (1970)
- The Sailor's Return (1978)
- Az első nagy vonatrablás (The First Great Train Robbery) (1978)
- Egy tiszta nő (Tess) (1979)
- A gyilkos héja (Hawk the Slayer) (1980)
- Ki vagy, doki? (Doctor Who) (1983, tv-sorozat, három epizódban)
- Heartbeat (1995–2009, tv-sorozat, 235 epizódban)